# Siège de Takehana
Le siège de Takehana de 1584 est en quelque sorte une répétition du siège de Kaganoi; le grand chef de guerre Toyotomi Hideyoshi cherche à consolider son pouvoir, en particulier dans les terres de son défunt seigneur Oda Nobunaga. Hideyoshi utilise à Takehana la même tactique qu'à Kaganoi où il a détourné le cours de la Kiso-gawa avec un barrage et inondé la forteresse.

## Source de la traduction
- (en) Cet article est partiellement ou en totalité issu de l’article de Wikipédia en anglais intitulé « Siege of Takehana » (voir la liste des auteurs).